# Грб Луксембурга
Грб Луксембурга је званични хералдички симбол Великог Војводства Луксембурга. Грб чини штит са 10 хоризонталних сребрних и плавих трака на којима се налази црвени лав, усправан у нападу, са златном круном и златним испруженим језиком. Изнад штита је круна а држачи штита су златни лавови који гледају од штита, са златним крунама и црвеним испруженим језицима. Читава композиција уоквирена је црвеним хермелинским плаштом са круном на врху.
Порекло грба није тачно утврђено, али је у настанку неспоран утицај грбова војводства Лимбург, Белгије и Холандије, а сам грб вуче корене из средњег века.